# Vieux Pont (Saint-Maurice-de-Sorgues)
Pour les articles homonymes, voir Vieux Pont.
Le Vieux Pont est un pont situé en France sur la commune de Fondamente, dans le département de l'Aveyron, en région Occitanie.
Il fait l'objet d'une protection au titre des monuments historiques.

## Localisation
Le pont est situé sur la Sorgues, sur la commune de Fondamente, au sud du village de Saint-Maurice de Sorgues, dans le sud du département de l'Aveyron.

## Historique
L'édifice est inscrit au titre des monuments historiques le 9 mai 1969. La date 1723 est mentionnée sur ce pont de pierres à huit arches qui enjambe la Sorgues, pont de l'ancienne route qui reliait les évêchés de Vabres et Lodève.

## Photothèque

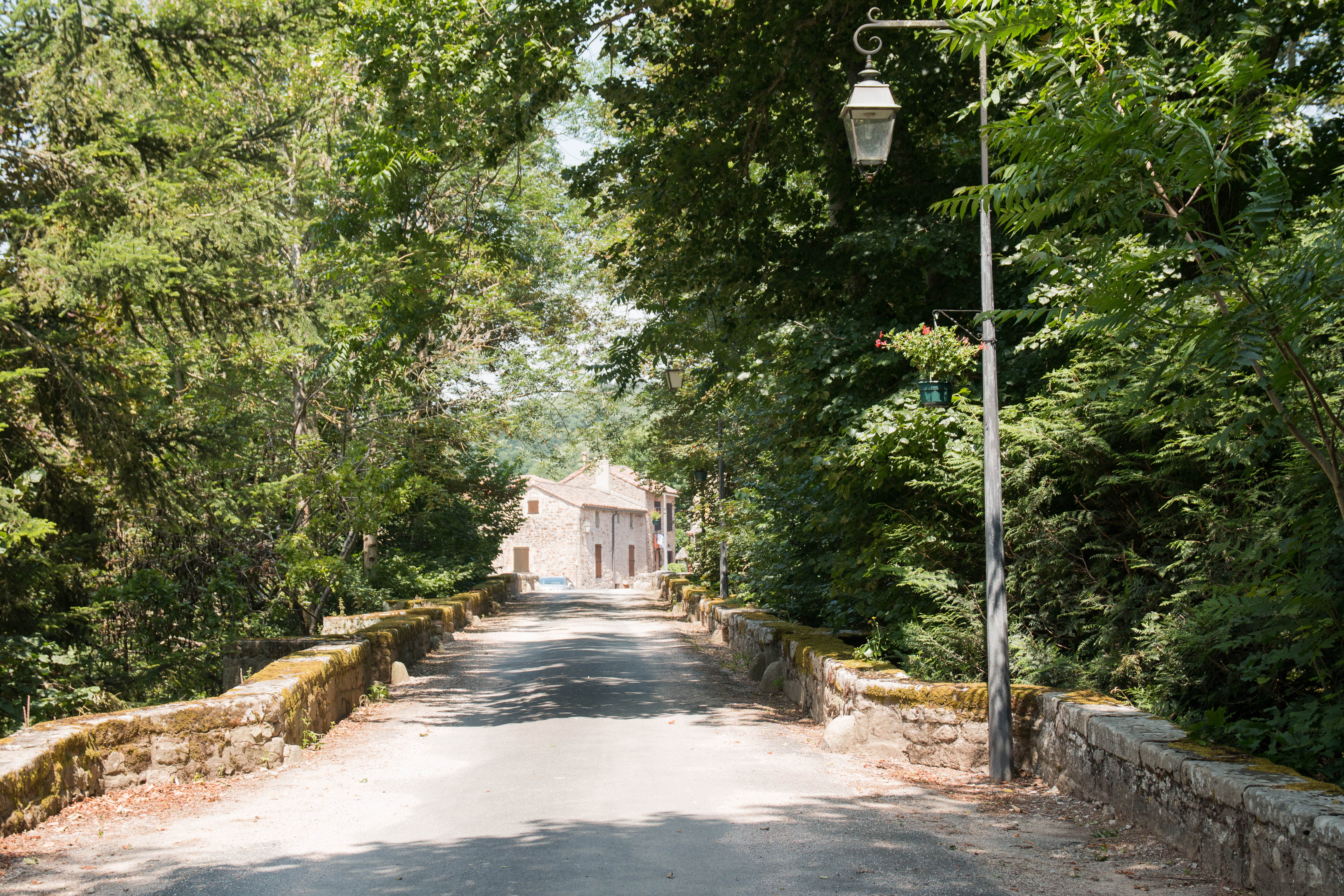
La chaussée.
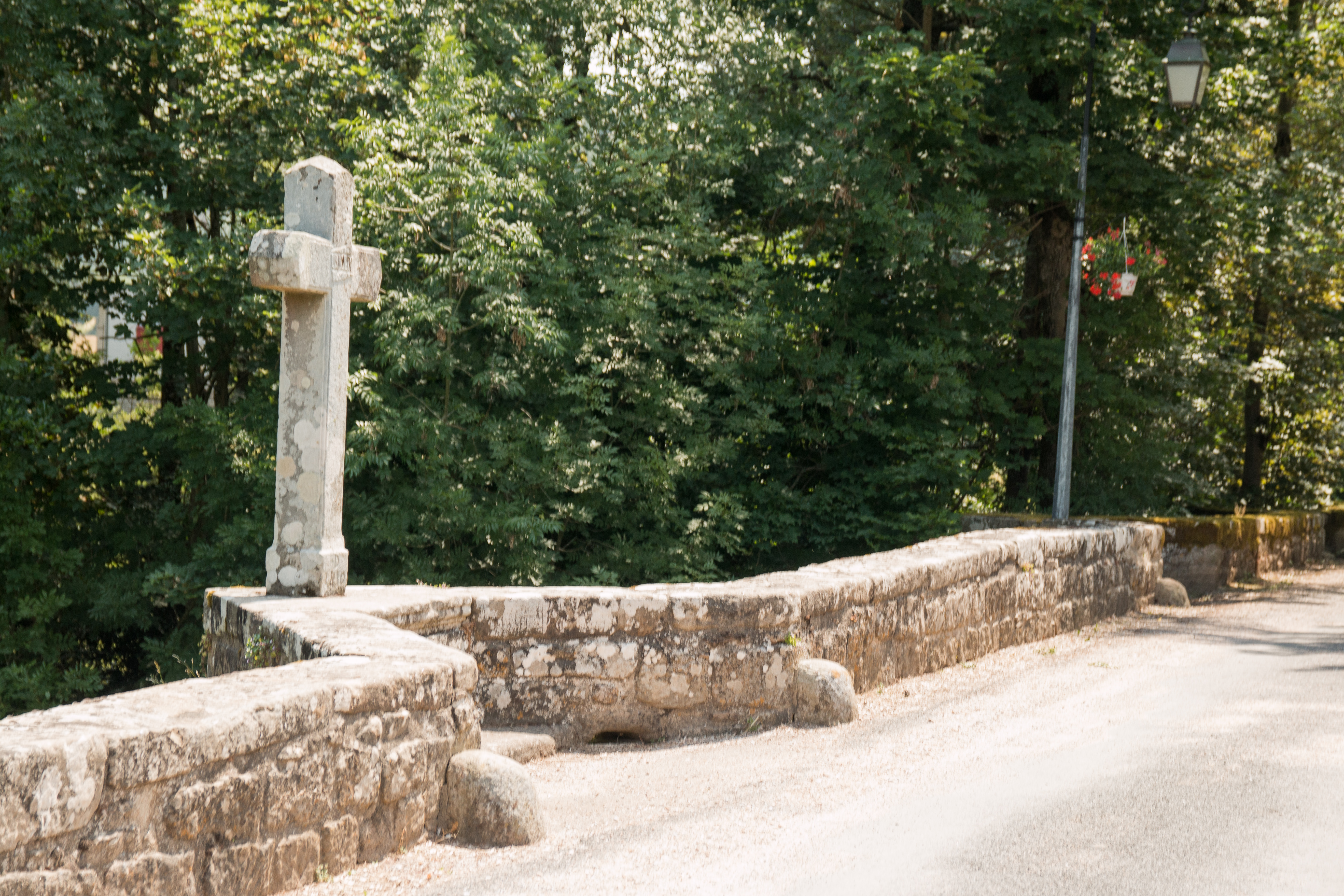
Croix sur le pont.